# USS Brisk (PG-89)
USS Brisk (PG-89) je bila korveta izboljšanega razreda Flower, ki je med drugo svetovno vojno plula pod zastavo Vojne mornarice ZDA.

## Zgodovina
5. decembra 1942 je Kraljeva vojna mornarica Vojni mornarici ZDA predala korveto 'HMS Flax (K284). Sodelovala je pri spremljanju konvojev med New Yorkom in Kubo. Ladjo so nato prodali 18. oktobra 1946.